# KAI (1985年生の歌手)
KAI（カイ、1985年1月8日 - ）は、日本の音楽家。静岡県沼津市生まれ、大阪育ち。血液A型。所属事務所：IS RECORDS。

## 略歴
- 2007年：ビジュアル系バンドMarie結成。パート：ボーカル。塊-kai-＝カイと名乗る。
- 2009年：バンドMarieとしてフランス・パリにおいてフランス文科省主催Fete de la musiqueパリ音楽祭に日本人ビジュアル系バンドとして堂々の初参加
- 2010年：バンドMarieとしてフィンランドツアーを成功させる。帰国後ボランティア活動に参加し、東国原知事よりお礼状を頂戴する。宮崎県地元TVや新聞にも取り上げられる。国際音響学会で奇跡のホールと称賛された音響を誇る霧島国際音楽ホールにて、世界初のロックバンド出演者としてイベントを開催。
- 2011年：iTunes App StoreでバンドMarieのアプリをリリース。自主イベントにて、お笑いタレント・タージンとの共演。ビジュアル系バンドdefspiralのローディーとしてhide Presents Our Pink Spider 2011 チャリティーカバーLIVE! ピンスパッ！ ツアーに参加。バンド・シンガーソングライター・シンガー・アイドル等のコンポーザー・プロデュース・レッスン、そしてバックバンドメンバーとしてギタリスト・キーボーディスト等を勤める。初期メンバーの脱退によりバンドMarieを無期限活動休止
- 2012年：バンドAqua Drop結成。ESPエンタテインメント講師として着任。その後、音楽部門でのギネス承認者として仕事を勤める。
- 2013年：バンドAqua Dropとしてひろしまフラワーフェスティバルに出演しRAKE、森恵との共演。 さくらステージに約1万人のリスナーを集める。音楽性の違いでバンドAqua Dropを解散。ソロアーティストKAIとして赤坂BLITZにて活動開始。赤坂BLITZでは河村隆一・CASCADEとの共演。その後、ガールズロックバンドVIVID STYLEのギタリストとしても活動。
- 2014年：IS RECORDS設立

## 人物
- 香川県出身の父、静岡県出身の母の間に誕生
- 4歳から自信で希望しピアノを習い始める
- 大学では軽音楽部でギター担当

## アーティスト・芸能人として
- 衰えない声量と、声の伸びが特徴。ボイストレーニングの師は小野正利であり、数年のトレーニングを積んだ。
- 幼少時代から習っていたピアノの基礎を武器に、彼からしいメロディーセンスを作り上げるコンポーザーとしても活躍。

## ディスコグラフィー

### アルバム
| 枚  | 発売日       | タイトル | 規格番号   |
| --- | ------------ | -------- | ---------- |
| 1st | 20--年-月-日 | - - -    | abcd-00001 |

### オムニバスアルバム
| 枚  | 発売日        | タイトル | 参加曲 | 規格番号 |
| --- | ------------- | -------- | ------ | -------- |
| 1st | 2014年3月19日 | Nodis    | change | HSCD-001 |

## 出演

### テレビ
| 放送局     | 番組名   | 放送時間            |
| ---------- | -------- | ------------------- |
| サンテレビ | アサスマ | 日曜日09:30 - 10:00 |